# ويليام توماس لاركن
ويليام توماس لاركن (بالإنجليزية: William Thomas Larkin)‏ هو كاهن كاثوليكي أمريكي، ولد في 31 مارس 1923 في Mount Morris ‏، وتوفي في 4 نوفمبر 2006 في كليرواتر في الولايات المتحدة.